# مارک دبلیو. بویی
مارک دبلیو. بویی (انگلیسی: Marc W. Buie؛ زادهٔ ۱۹۵۸) یک ستاره‌شناس اهل ایالات متحده آمریکا است.